# Oreopanax boliviensis
Oreopanax boliviensis är en araliaväxtart som beskrevs av Berthold Carl Seemann. Oreopanax boliviensis ingår i släktet Oreopanax och familjen Araliaceae. Inga underarter finns listade.